# 이황화 타이타늄
이황화 타이타늄(Titanium disulfide, TiS2)은 황(S) 2개와 타이타늄(Ti)이 결합된 화합물로, 다른 음이온 기체물질들과 잘 합쳐지는 타이타늄의 성질로 인해 잘 분리되기도 한다. 이황화 타이타늄은 금속 리튬과 함께 2차전지로 사용하기도 한다.